# Klembivka, Iampol
Klembivka (în ucraineană Клембівка) este o comună în raionul Iampol, regiunea Vinița, Ucraina, formată numai din satul de reședință.

## Demografie
Componența lingvistică a satului Klembivka
     Ucraineană (99,17%)
     Alte limbi (0,78%)
Conform recensământului din 2001, majoritatea populației satului Klembivka era vorbitoare de ucraineană (99,17%), existând în minoritate și vorbitori de alte limbi.